# Puerto Villazón
Puerto Villazón es una localidad fronteriza de Bolivia, ubicada en las tierras bajas del país. Administrativamente se encuentra en el municipio de Baures de la provincia de Iténez en el departamento del Beni.
Se encuentra a una altitud de 165 metros sobre el nivel del mar, en la margen izquierda del río Iténez, en la frontera con Brasil. Puerto Villazón se encuentra a 370 kilómetros en línea recta al noreste de la ciudad de Trinidad, la capital del departamento.
Desde el 2019, la localidad cuenta con una planta fotovoltaica con almacenamiento, con una potencia instalada de 156.42 kWp.

## Geografía
El clima en la zona se caracteriza por una curva de temperatura equilibrada típica de los trópicos con solo fluctuaciones menores y una temperatura media anual de casi 27 °C. La precipitación anual es de más de 1400 mm, con una estación húmeda distinta de noviembre a marzo y una estación seca de junio a agosto.

## Transporte
Puerto Villazón se encuentra aproximadamente a 900 kilómetros por carretera al noreste de Trinidad, la capital departamental.
Desde Trinidad, la carretera nacional Ruta 9 recorre 358 kilómetros en dirección sureste hasta San Ramón. Aquí se encuentra con la Ruta 10, que en dirección este llega a Santa Rosa de la Roca después de 185 km. Dos kilómetros al este de Santa Rosa de la Roca, un ramal lateral de la Ruta 10 se bifurca en dirección norte, pasa por Piso Firme y después de unos 445 kilómetros a través de la región fronteriza escasamente poblada, pasando por la comunidad vecina de Remanso, llega al pueblo de Puerto Villazón.

## Demografía
La población de la localidad ha disminuido en casi un tercio en la década entre los dos últimos censos:
| Año  | Habitantes | Fuente |
| ---- | ---------- | ------ |
| 1992 | -          | Censo  |
| 2001 | 300        | Censo  |
| 2012 | 213        | Censo  |